# Frithjof Andersen
Frithjof Andersen, född 5 april 1893 i Oslo, död 24 juli 1975 på samma plats, var en norsk brottare som deltog i de olympiska sommarspelen 1920.

## Karriär
Andersen tog brons i de norska mästerskapen i brottning 1914 och 1916, i lättviktsklassen. 1919 tog han guld i de norska mästerskapen. Han ställde år 1920 upp i de olympiska sommarspelen 1920 i Antwerpen, där han tog brons i lättviktsklassen i grekisk-romersk stil. Därmed var han den första norrmannen som tog OS-medalj i grekisk-romersk brottning.